# Dionysustheater
Het Dionysustheater, gelegen aan de zuidelijke flank van de Atheense akropolis, is het oudste theatergebouw in Europa en de bakermat van de antieke tragedie. Het werd gebouwd in negen verschillende bouwfasen vanaf de 6e eeuw v.Chr..
De oudste theatervoorstellingen in Athene ter ere van de god Dionysus vonden ieder voorjaar plaats op de Agora. Toen Pisistratus in de 6e eeuw v.Chr. de Grote of Stedelijke Dionysia instelde, gingen de dramatische wedstrijden nog steeds op de agora door. Omdat deze steeds meer toeschouwers aantrokken, besloot men de feestelijkheden te verplaatsen van de agora naar het heiligdom van Dionysus Eleuthereus, aan de voet van de Akropolis. Aanvankelijk nam het publiek gewoon plaats op de helling van de heuvel, in een halve cirkel rond een plein van aangestampte aarde (de orchestra of dansplaats). Vervolgens werden er rijen houten zitbanken op de helling gemaakt. Toen echter op zekere keer deze houten tribunes instortten, waarbij vele toeschouwers de dood vonden, ging men over tot de bouw van stenen zitplaatsen.
Omdat het Attische drama in de 5e eeuw v.Chr. een snelle ontwikkeling doormaakte en een uniek hoogtepunt bereikte, moesten zowel het podium als de ruimte voor de toeschouwers voortdurend uitgebreid en verbeterd worden. Onder de staatsman Lycurgus, tussen 342 en 326 v.Chr., kreeg het theater zijn definitieve aanzicht, met 67 rijen marmeren zitbanken die plaats boden aan ± 17.000 toeschouwers. In het midden van de eerste rij bevindt zich nog de ereplaats, een met reliëfs versierde zetel, voorbehouden aan de priester van Dionysus Eleutherus.
Reeds in de klassieke tijd vergaderde in het theater in sommige gevallen de Atheense ekklesia. Door de redevoeringen van Demosthenes weet men bijvoorbeeld dat het een bijzondere eer was als de volksvergadering hier, en niet op de agora of de Pnyx, aan verdienstelijke staatslieden een gouden erekrans verleende.
In de Romeinse tijd werd de geplaveide orchestra door een stenen balustrade afgescheiden van de toeschouwersruimte. In die dagen werd het Dionysus-theater overigens niet meer uitsluitend voor de opvoeringen van drama's gebruikt: er vonden gladiatorengevechten en waterspelen plaats, volgens sommige onderzoekers ook venationes (gevechten tegen wilde dieren), en de balustrade moest de toeschouwers beschermen tegen het geweld in de arena. Een inscriptie vermeldt dat het theater in het jaar 61/62 gewijd werd aan Dionysus en keizer Nero. 
 De reliëfs op het herhaaldelijk verbouwde podium aan de zuidzijde van het theater, met taferelen uit de Dionysus-mythe, dateren uit de 1e eeuw na Chr. Ze verdwenen onder een dikke laag mortel, toen de orchestra eind 5e eeuw veranderde in de binnenhof van een christelijke basiliek.
In de 17e eeuw begonnen Westerse archeologen zich voor het eerst te interesseren voor de Dionysus-theater. Na de Griekse Onafhankelijkheidsoorlog was een van de eerste werkzaamheden van het pas opgerichte Griekse Archeologische Genootschap het blootleggen van het theater. De huidige toestand van het theater laat niet toe dat er opnieuw gespeeld kan worden, in tegenstelling tot het nabijgelegen Odeion van Herodes Atticus.

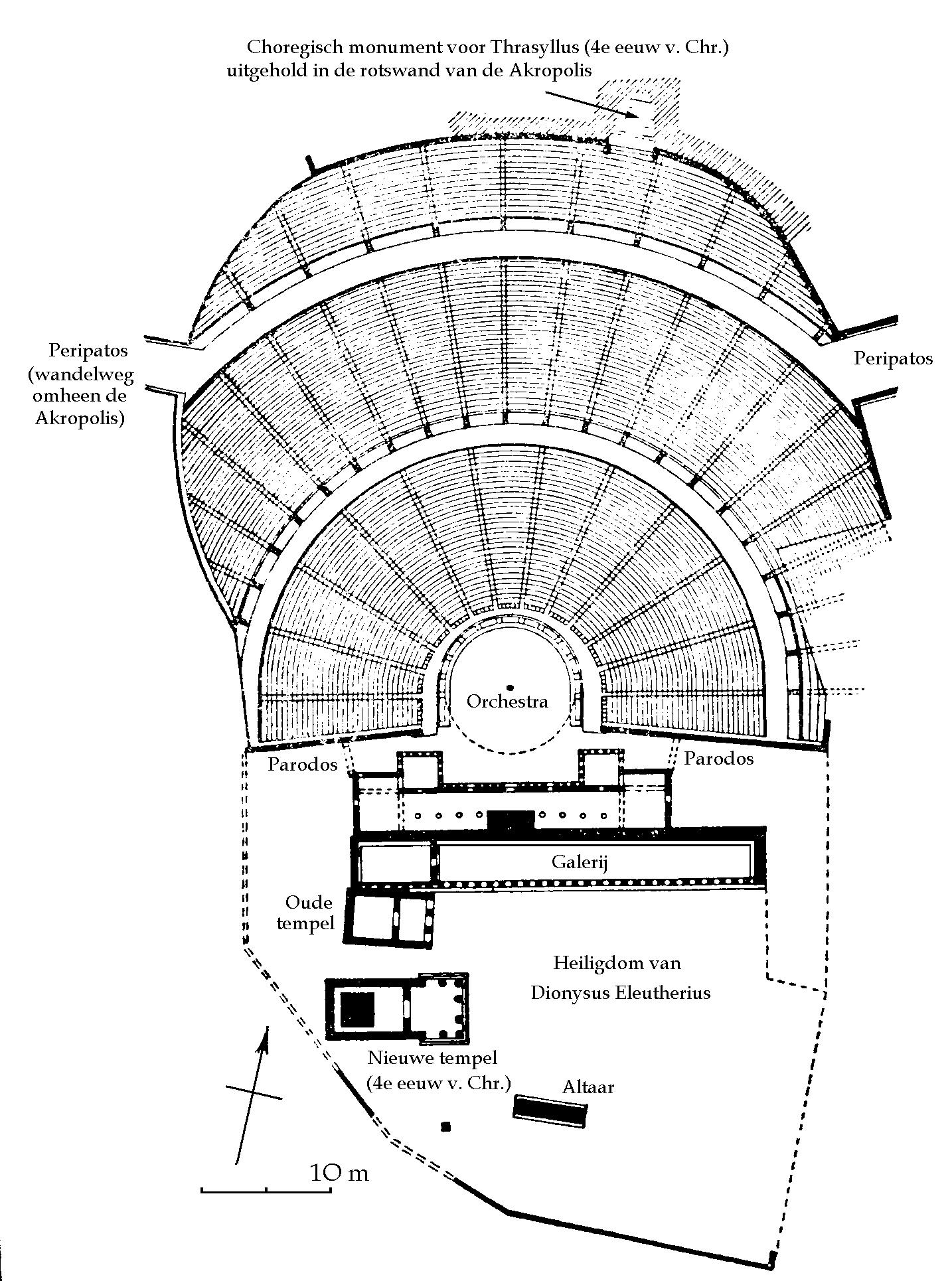
Heiligdom en theater van Dionysus Emeutherus, aan de voet van de Atheense Akropolis